# ZiU-5

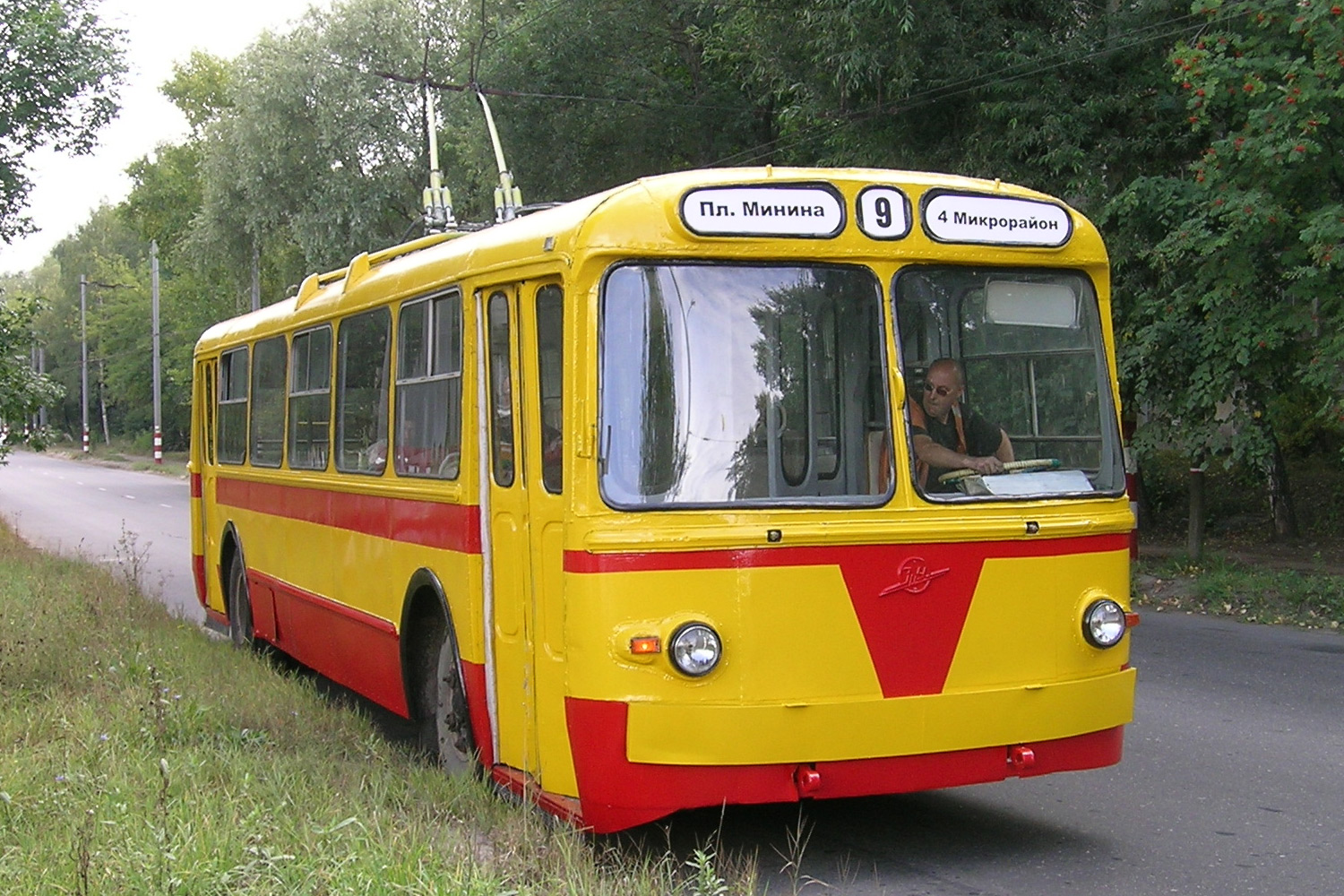
Muzejní exemplář ZiU-5 v Nižním Novgorodu

ZiU-5 (rusky ЗиУ-5) byl sovětský trolejbus vyráběný podnikem Zavod imeni Urickogo (rusky Завод имени Урицкого), továrny pojmenované po ruském revolucionáři Mojsejovi Urickém. Dnešní název továrny je „Trolza“ a sídlí ve městě Engels v Saratovské oblasti. ZiU-5 byl vyráběn v letech 1959–1972 a vyrobeno bylo víc než dvacet tisíc kusů. Jednalo se o nejčastější typ trolejbusu, který v té době jezdil v sovětských městech. Poslední kusy dosloužily v běžném provozu v polovině osmdesátých let.

## Historie vzniku
Desetiletí po skončení druhé světové války se vyznačovalo bouřlivým rozvojem trolejbusových systémů v Sovětském svazu. Trolejbusy byly považovány za moderní řešení MHD ve srovnání s tradičními tramvajemi. Základem vozového parku byly tehdy trolejbusy typu MTB-82. Ty byly spolehlivé, trvanlivé a nekomplikované konstrukce. Velikostně patřil MTB-82 k menším vozidlům a neposkytoval dostatek pohodlí cestujícím ani vhodné pracovní prostředí pro řidiče a průvodčí. Za hlavní nedostatek MTB-82 se považovala těžká karoserie na rámovém podvozku, nepřiměřeně velká kabina pro řidiče, úzké dveře, nedostatečný výhled z prostoru pro cestující a nehospodárné ovládání elektrické výzbroje. Některá technická vylepšení vyzkoušeli konstruktéři výrobního závodu u experimentálních trolejbusů TBU-1. Bylo rozhodnuto odstranit všechny problémy současně a to s využitím nejmodernějších dostupných technologií. Kromě prostorné karosérie zaoblených tvarů se předpokládalo využití nové stykačové elektrické výzbroje pro zlepšení rozjezdových a brzdových vlastností vozidla se současným ulehčením práce řidiče. U starších trolejbusů MTB-82 potřeboval řidič hodně zkušeností. Nezkušený řidič snadno spálil brzdové/rozjezdové odporníky (rezistory). Pro zvýšení elektrické bezpečnosti rozdělili konstruktéři elektrické obvody na silové vysokonapěťové a nízkonapěťové ovládací. V roce 1959 byla dokončena výrobní dokumentace a vznikl prototyp, už s označením ZiU-5. Na novém trolejbuse už byly aplikovány všechny novinky včetně rekuperačního brzdění. Trolejbus uspěl ve zkušebním provozu a byl doporučen do sériové výroby. Po úspěšném zavedení výroby trolejbusu byl od něho odvozen také autobus ZiU-6 ve stejné karosérii, ale poháněný dieselovým motorem. Vznikl pouze vzorek, sériová výroba nebyla zahájena.

## Výroba
Sériová produkce ZiU-5 začala v roce 1959. Větší počet vozidel (200 kusů) byl dodán do moskevského trolejbusového depa č. 2 k provedení zkoušek v reálných podmínkách a s cestujícími. Podle výsledků zkoušek odstranili pracovníci výrobce i dodavatele elektrické výzbroje (moskevská továrna Dinamo) nejzávažnější problémy v konstrukci. Od roku 1961 typ ZiU-5 plně nahradil ve výrobě předcházející typ MTB-82. Během výroby prodělal typ ZiU-5 různé modifikace, ale základ konstrukce zůstal nezměněný. Následně se výrobce pokoušel zkonstruovat větší typ, pojmenovaný ZiU-7. Ten měl mít maximum dílů unifikovaných s ZiU-5, jeho vývoj ale nepřekročil fázi zkoušek. V roce 1971 byl dokončen prototyp úplně nového trolejbusu ZiU-9 a začala také jeho sériová výroba. Nový trolejbus ZiU-9 byl výrobně i provozně výhodnější než původní ZiU-5 a proto ho od roku 1972 ve výrobě plně nahradil.

## Nasazení do provozu v městech SSSR
ZiU-5 byl centrálně přidělován do většiny trolejbusových provozů SSSR během let 1959 až 1972. K tomuto typu prakticky neexistovala alternativa. Výroba předchozího typu MTB-82 byla ukončena v roce 1960 a jiní výrobci trolejbusů v tehdejším SSSR vlastně neexistovali. Výjimkou byla města, která dostávala československé trolejbusy Škoda 8Tr a Škoda 9Tr. Po vyřazení vozů MTB-82 tak v mnoha městech byly vozy ZiU-5 jediným provozovaným typem trolejbusů. I po rozběhu masové výroby typu ZiU-9 byla role vozů ZiU-5 velmi výrazná. Přibližně deset let po ukončení výroby začal počet provozuschopných vozů prudce klesat. Významným důvodem byly problémy s životností karosérie. Navíc díky masivním dodávkám vozidel typu ZiU-9 nebyl důvod udržovat v provozu zastaralá vozidla. V letech 1985 - 1987 zmizely ZiU-5 z ulic. Zbývající vozidla ještě nějakou dobu fungovala jako služební vozidla. Posledních několik vozidel dojezdilo v Leningradě (Petrohrad) a v Oděse do roku 1989. Dodnes se dochovalo několik vozů jako muzejní exponáty.

## Provoz mimo území SSSR

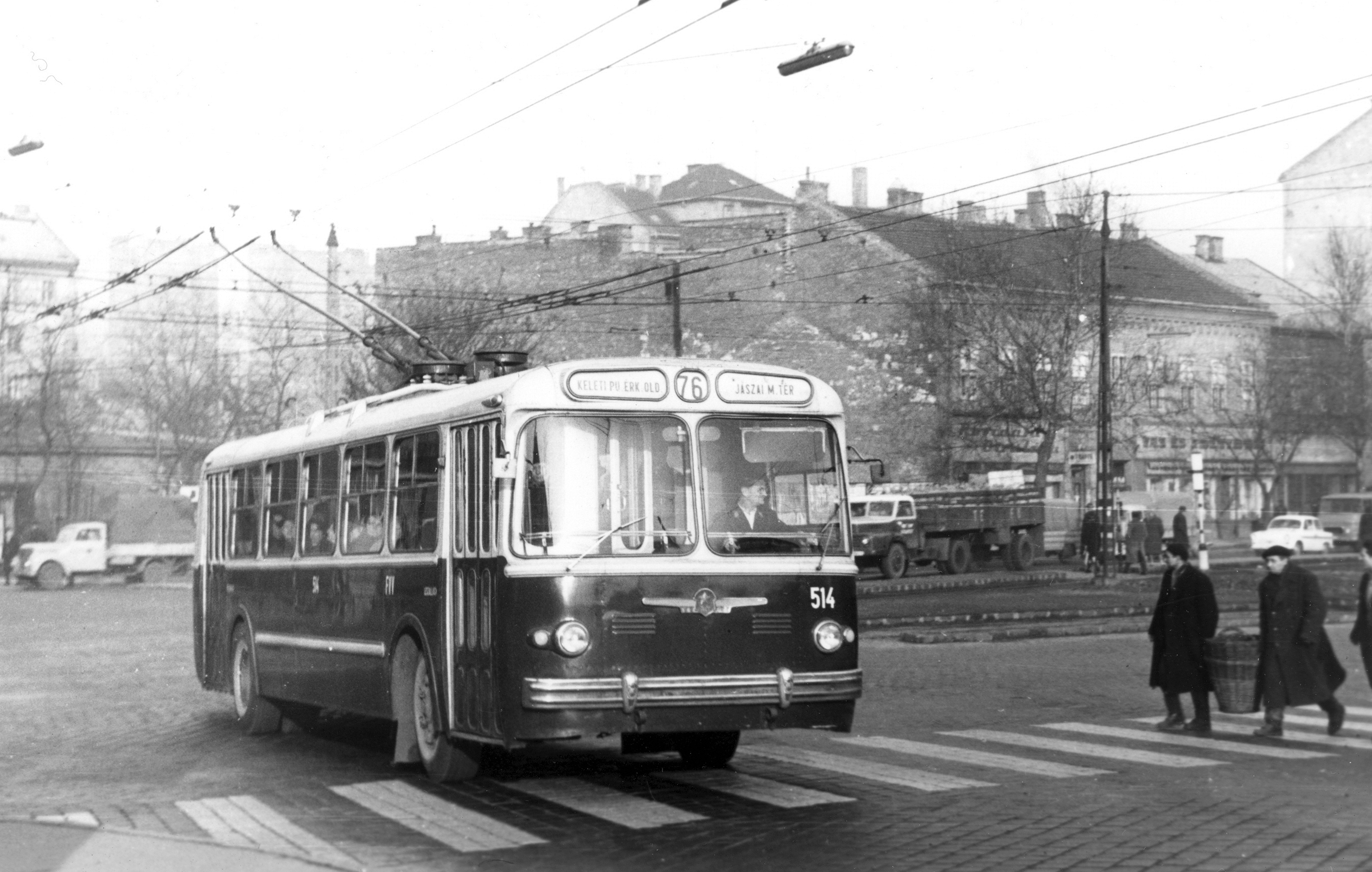
ZiU-5 v Budapešti, 1966

Trolejbusy ZiU-5 byly exportovány do Budapešti (Maďarsko) a do Bogóty (Kolumbie). Do Budapešti bylo dodáno 100 vozů. První z nich byly vyřazeny v roce 1975, poslední dojezdily roku 1982. Budapešťští řidiči byli nespokojeni se špatným výhledem směrem vpravo od vozidla. V letech 1971–1975 byly proto zúženy přední dveře odebráním jednoho jejich dílu a jeho navařením ke karoserii. Zúžení dveří ale ještě prodloužilo časy nutné pro nástup a výstup cestujících. Elektrická výzbroj prvních vyřazovaných ZiU-5 byla montována do prvních trolejbusů Ikarus 260T a 280T pro BKV, číselné řady 100 a 600.

## Výrobní modifikace
Základní modifikace trolejbusu ZiU-5 jsou:
- ZiU-5 vzor 1959 s pneumatickým ovládáním dveří a třemi zadními okny.
- ZiU-5 vzor 1960 s elektrickým ovládáním dveří, zesílenou karosérií a jedním zadním oknem. Stejně jako u předchozí verze, přední náprava pocházela z nákladního automobilu MAZ.
- ZiU-5G s drobnými technickými a technologickými vylepšeními. Tato série je odlišitelná podle prosvětleného okénka ukazatele linky vzadu.
- ZiU-5D zadní náprava byla nahrazena maďarskou RÁBA - 018.80.
- ZiU-5E třídveřový trolejbus, vyroben v jednom kuse.

Mohly existovat ještě další modifikace, ale pouze výše popsané jsou doloženy v soudobé odborné literatuře. Archiv výrobce je pro veřejnost zatím uzavřený.

## Zhodnocení projektu
V době svého vzniku byl ZiU-5 realizací moderních trendů v konstrukci trolejbusů. Poprvé v SSSR byla použita samonosná karoserie, nepřímé stykačové ovládání, rozdělení vysokonapěťové a nízkonapěťové části elektrické výzbroje a náhrada manuálních nebo pneumatických ovládacích prvků elektrickými. Při konstrukci se bral ohled na pohodlí cestujících a ergonomii pracovního místa řidiče. Široká karoserie ZiU-5 umožnila umístění zdvojených sedadel na obě strany vozidla i při ponechání dostatečně široké uličky. Zadní nástupní plošina byla dostatečně prostorná i pro rozměrná zavazadla. Také dveře, podstatně širší, než u MTB-82, zrychlily výměnu cestujících na zastávkách. Velká prosklená plocha karosérie zpříjemnila výhled cestujícím a usnadnila i rozhled pro řidiče. Všechny tyto principy využité při konstrukci se ukázaly jako úspěšné a uplatnily se i u dalších trolejbusů stejného výrobce. Po odstranění „dětských nemocí“ se ZiU-5 osvědčil jako pohodlný a spolehlivý trolejbus. Přesto tento trolejbus trpěl tím, co bylo v sovětském dopravním strojírenství šedesátých let běžné: snahou o zlevnění produkce za každou cenu, dokonce i za cenu snížení spolehlivosti. Také zavedení nových materiálů a technologií způsobovalo v počátcích produkce zvýšenou poruchovost. Ve srovnání s vozidly ze stalinské éry se snížila životnost vozidel. Díky tomu, že dopravní podniky měly zajištěny dodávky nových vozidel, nebyl důvod snažit se o zachování provozuschopného stavu. Následkem byla lhostejnost provozního personálu ke stavu svěřené techniky. Koncem šedesátých let ztratil ZiU-5 punc moderního stroje a výrobce začal připravovat nový typ. V roce 1971 byl hotový prototyp trolejbusu, ze kterého vznikl rozšířený typ ZiU-9. Mimo hranatou třídveřovou karosérii s pneumatickým pérováním neměl ZiU-9 oproti staršímu ZiU-5 žádné výrazné konstrukční novinky. Koncepce a technická řešení zvolená pro ZiU-5 přežila svoji dobu a objevila se v celé řadě následujících typů trolejbusů.

## Popis konstrukce

### Karosérie

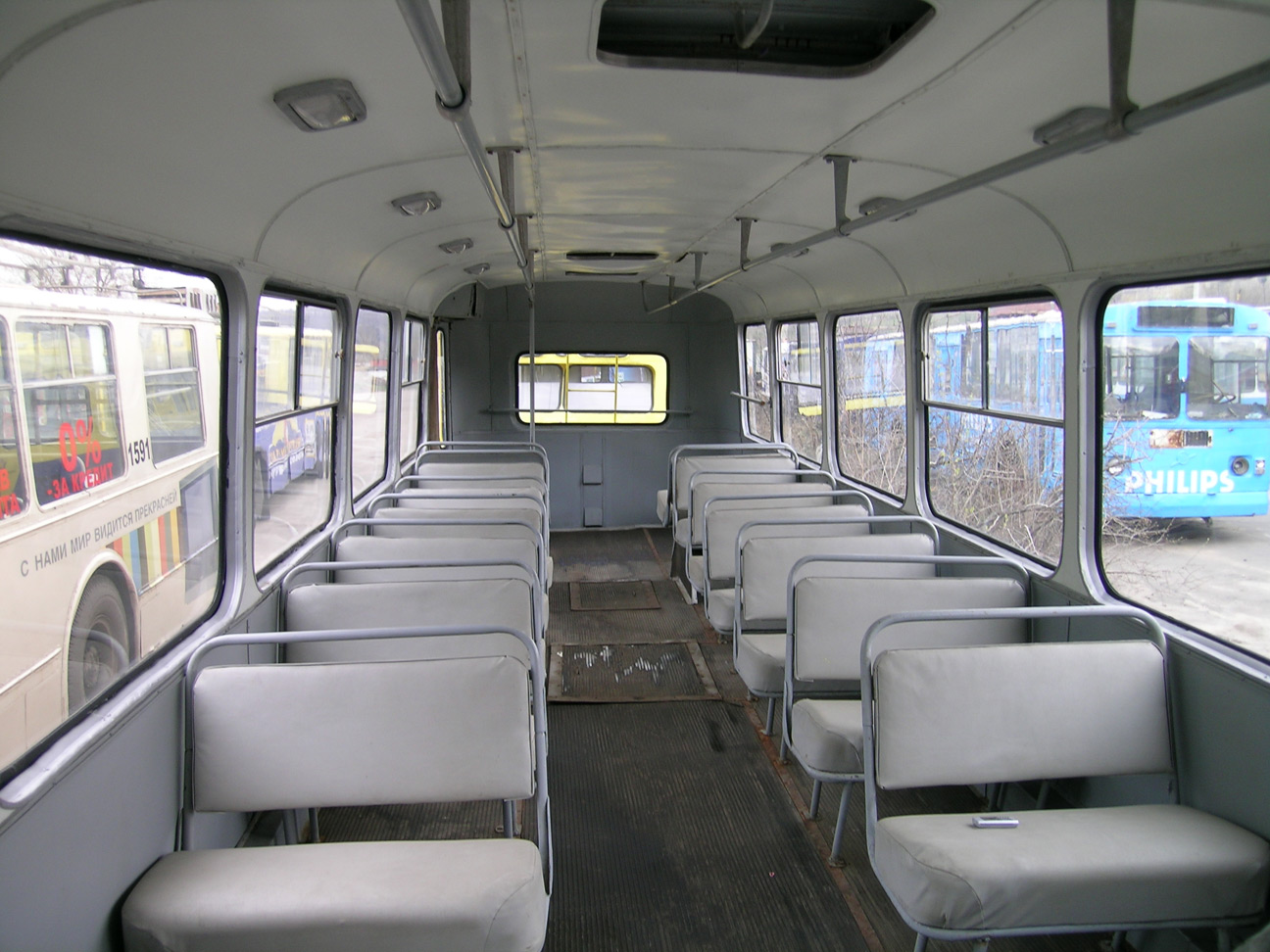
Prostor pro cestující. Pohled o řidičovy kabiny směrem k zadní nástupní plošině

Půdorysný pohled, rozmístění vstupů a sedaček

Karosérii ZiU-5 představoval svařenec z ocelových profilů různé tloušťky i tvaru, opláštěný nýtovanými panely z hliníkového plechu. Vnitřek vozu byl obložen dýhovanými deskami. Pro vylepšení vzhledu bylo kováni uvnitř vozidla (kličky, madla) chromované. Ve vozidlech prvních sérií byly v prostoru pro cestující umístěny hodiny. Podlaha z dřevěných desek byla pokryta gumovou krytinou. Pro přístup k některým agregátům byly v podlaze prostupy. Pro cestující byly k dispozici pérované sedačky. Během produkce se vybavení prostoru pro cestující měnilo. Přestali montovat hodiny, chromované díly byly nahrazeny eloxovanými hliníkovými, ozdobnou dýhu nahradil plast. V soudobé technické literatuře jsou tyto úpravy označovány za opatření ke zlepšení izolační bezpečnosti vozidla. Ve skutečnosti to byla snaha vyhnout se pracným a nákladným výrobním operacím a zlevnit produkci.
Karosérie má dvoje skládací dveře. Z vnitřní strany jsou nad dveřmi zakrytované pohony. Zpočátku byly pohony pneumatické, ale už při první větší modifikaci byly nahrazeny elektrickým pohonem. Snahy o úspory při výrobě se nepříznivě projevily na spolehlivosti karosérie. Během provozu často vznikaly trhliny na nejvíce zatížených místech karosérie. V některých trolejbusových provozech (například v Gorkém a Krasnodaru) namontovali na zadní nástupní plošinu dodatečně sedačky, aby zmenšili zatížení. Druh oceli použitý na nosné profily karosérie měl velmi nevhodnou vlastnost. Ocel ztrácela pevnost po tepelném zatížení. Po zavaření jedné trhliny se často objevily další trhliny v okolí. To vedlo k poruchám, které znamenaly vyřazení celého vozidla. Použití hliníku a železa v konstrukci vozidla přispívalo k elektrochemické korozi, která také zkracovala životnost vozidla.

### Nápravy

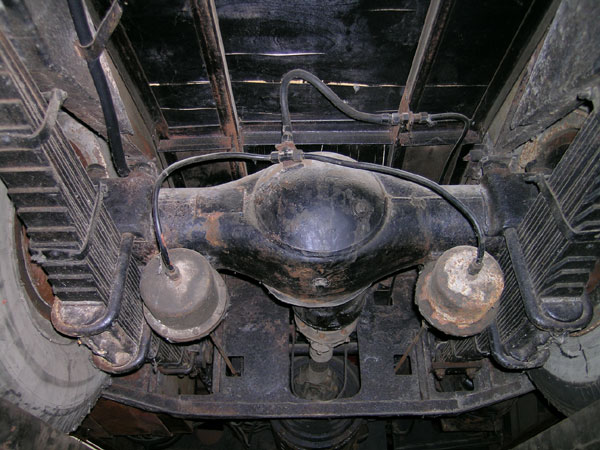
Zadní hnací náprava se vzduchovými brzdami

ZiU-5 byl dvounápravový trolejbus, poháněná byla pouze zadní náprava. Kola, poloosy, brzdové ústrojí a odpružení byly smontovány do samostatného konstrukčního celku. Obě nápravy jsou v samonosné karosérii zavěšeny na poloeliptických listových perech.

### Pneumatická soustava
Trolejbus ZiU-5 byl vybaven pneumatickou soustavou zajišťující funkci vzduchových brzd. Součásti pneumatické soustavy byly: kompresor poháněný pomocným elektromotorem, filtr nasávaného vzduchu, tlakové nádrže (vzdušníky), elektropneumatický regulátor tlaku vzduchu, rozvody tlakového vzduchu a pneumatické válce bubnových brzd. Také řízení trolejbusu bylo vybaveno pneumatickým posilovačem.

### Elektrická výzbroj

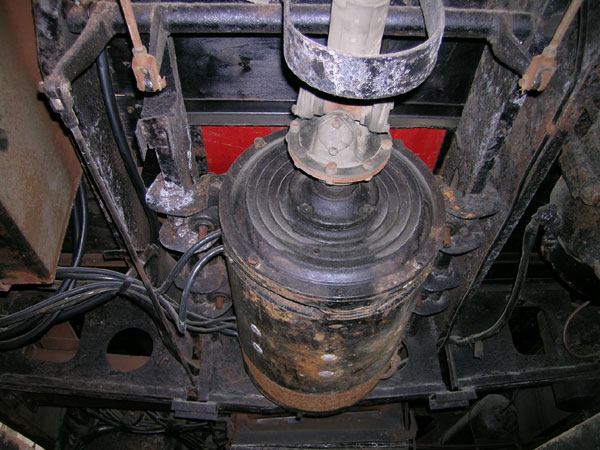
Trakční motor DK-207A

Elektrická výzbroj trolejbusu ZiU-5 byla rozdělena na vysokonapěťové silové obvody s napětím 550 V a pomocné, ovládací nízkonapěťové obvody s napětím 24 V. Obvody vysokého napětí byly napájeny prostřednictvím tyčových sběračů přímo z trolejové sítě. 
Součásti vysokonapěťových obvodů byly:
- Hnací elektromotor (stejnosměrný, kompaundní) typ DK-207A
- Rozjezdové a brzdové odporníky (rezistory)
- Kontakty hlavního kontroléru
- Kontakty přepínače směru
- Odrušovací tlumivka
- Motorgenerátor s výstupem 24 V stejnosměrných
- Motor pro pohon kompresoru brzdové soustavy
- Vnitřní osvětlení prostoru pro cestující

Nízkonapěťová soustava 24 V byla napájena z trvale běžícího motorgenerátoru. Při snížení napětí v troleji nebo odstávce se spuštěnými sběrači napájely síť nízkého napětí dva akumulátory. Obvody nízkého a vysokého napětí byly na vozidle důsledně odděleny, takže jízda na energii z akumulátorů nebyla možná. 
Součásti nízkonapěťových obvodů byly:
- Vnější osvětlení vozidla a osvětlení pracoviště řidiče
- Světelná a zvuková signalizace
- Vytápění prostoru pro cestující, pohon dveří, pohon stěračů
- Ovládání hlavního kontroléru
- Kontrolní a měřící přístroje
- Napájení radiostanice

Toto rozdělení elektrické výzbroje má dva hlavní důvody:
- Umístěním všech vysokonapěťových systémů mimo prostor pro cestující i mimo pracoviště řidiče se zvyšuje bezpečnost před úrazem elektrickým proudem při poruše izolace. Všechny funkce, nutné pro pohodlí cestujících zajišťují zařízení napájená nízkým, bezpečným napětím.
- Použití vysokého napětí pro spotřebiče, které jsou svojí podstatou nízkonapěťové, by znamenalo zapojení srážecích rezistorů, které by zbytečně spotřebovávaly elektřinu.

Hlavními částmi elektrické výzbroje trolejbusu jsou trakční elektromotor DK-207A s výkonem 95 kW a ovládací obvody. Elektromotor DK-207A je stejnosměrný, kompaundní. Budící vinutí má sériovou i paralelní část. To umožňuje využít výhody obou typů buzení v jednom stroji. Ovládání trakčního motoru je nepřímé s využitím hlavního kontroléru. V režimu elektrodynamické brzdy je trakční motor odpojen od napájení a funguje jako generátor elektrické energie, pracující do zátěže tvořené brzdovými/rozjezdovými odporníky (rezistory). U prvních kusů ZiU-5 byla možnost rekuperace energie vznikající při brzdění zpět do napájecí sítě. U sériových vozidel nebyla tato funkce zabudována. Důležitým prvkem výzbroje ZiU-5 je motorgenerátor, který vyrábí pomocné nízké napětí 24 V. Jde o soustrojí motoru napájeného 550 V a generátoru 24 V na společné hřídeli. Nedostatkem je slyšitelný šum od trvale běžícího soustrojí.

### Brzdová soustava
Trolejbus ZiU-5 byl vybaven třemi brzdovými okruhy: elektrodynamickým, vzduchovým a ruční, parkovací brzdou.. Vzduchová a parkovací brzda působí na stejné brzdové bubny. Při brzdění zabírala jako první elektrodynamická brzda. Ta ale v nízkých rychlostech ztrácí na účinnosti. Pro brzdění do zastavení sloužily vzduchové brzdy stejné koncepce, jaká se běžně používá u autobusů a nákladních automobilů. Ruční brzdou se zajišťoval trolejbus při parkování.

## Zajímavosti o ZiU-5
- ZiU-5 byl jedním z hrdinů sovětského filmu „První trolejbus“. Během natáčení byly použity minimálně dva vozy se stejným číslem v Moskvě a Oděse.[zdroj⁠?!]
- Bez ohledu na oficiálně udávanou maximální rychlost 68 km/hod dokázali někteří řidiči rozjet trolejbus na 100 km/hod.[zdroj⁠?!]
- V Krasnodaru, kde ZiU-5 nahradily starší typy MTB-82, se po zařazení nových vozů díky jejich vyšší obsaditelnosti vybralo na jízdném dvojnásobek.[zdroj⁠?!]